# 日本基督教団大磯教会礼拝堂

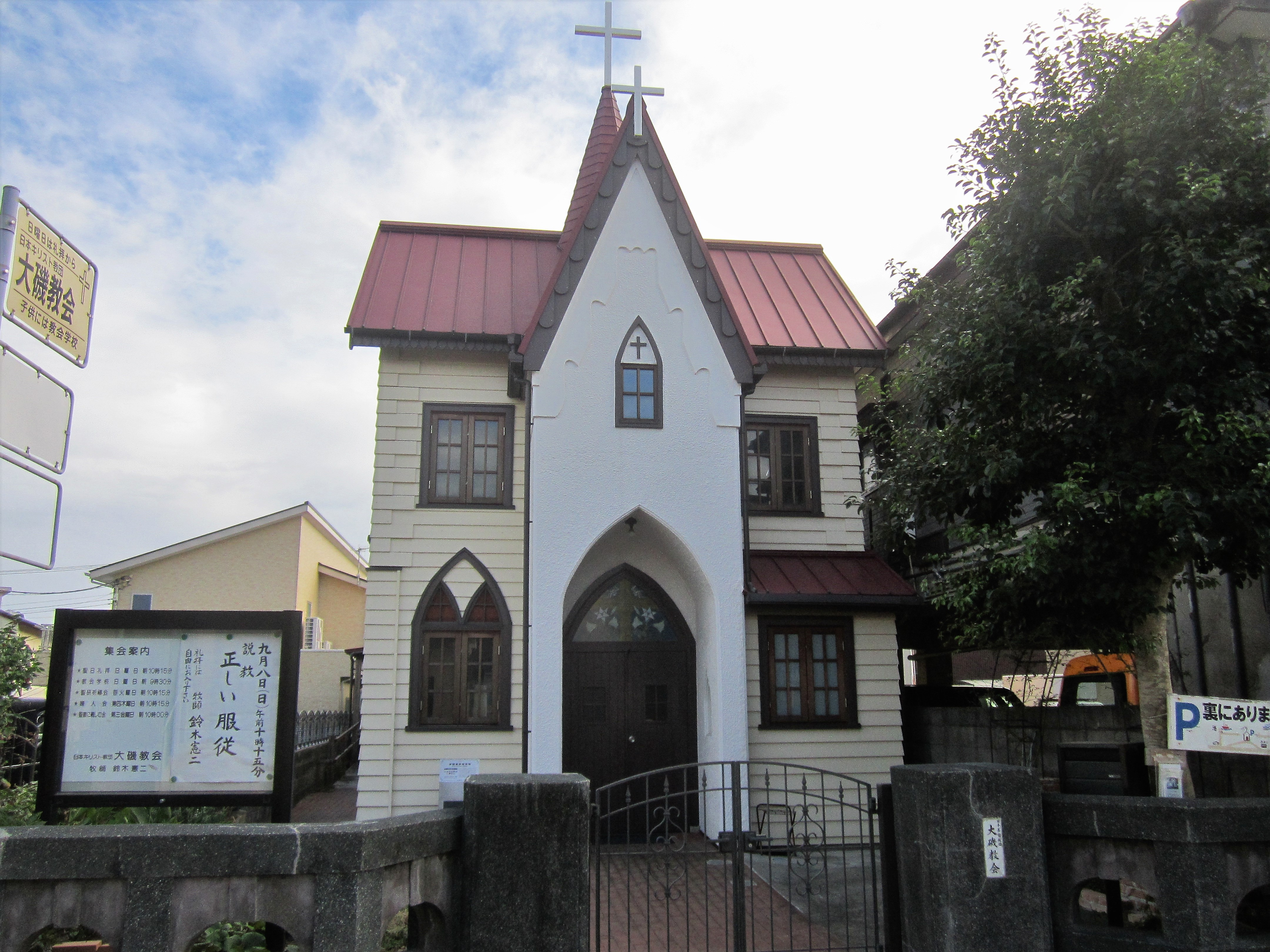
日本基督教団大磯教会礼拝堂

日本基督教団大磯教会礼拝堂（にほんキリストきょうだんおおいそきょうかいれいはいどう）は、神奈川県中郡大磯町の木造教会。登録有形文化財建造物。昭和12年に建設された。外壁は下見板コロニアル風、正面中央と左右に切妻型の張出しを設け、正面に尖塔アーチの玄関を構える。内部は単廊式で奥にはゴシック風アーチの祭壇を設ける。